# Edia coolidgei
Edia coolidgei là một loài bướm đêm trong họ Crambidae.